# Ezechiele Lupo
Ezechiele Lupo (Zeke Midas Wolf), inizialmente noto come Lupo cattivo (Big Bad Wolf), è un personaggio della Disney, creato negli anni trenta. È la versione della Disney, impiegata in cortometraggi animati e nei fumetti del personaggio del Lupo cattivo tratto dalla favola tradizionale europea de I tre porcellini; ha l'aspetto di un grosso lupo nero antropomorfo: cammina in posizione eretta, parla e porta pantaloni con bretelle rossi o blu e un cappello a cilindro sformato. 

## Biografia del personaggio
Ezechiele Lupo è l'acerrimo nemico di Timmy, Tommy e Jimmy e fa la sua prima apparizione nel cortometraggio del 1933 I tre porcellini, in cui insegue Tommy e Timmy mentre i due si divertono nel bosco. Distrugge, come nella fiaba originale, la casa di paglia e la casa di legno con dei soffi (mentre soffia sulla casa di mattoni perde i vestiti nel processo). In questa versione utilizza vari aneddoti senza successo per entrare nelle case dei tre porcellini, la prima volta, travestendosi da pecora smarrita e la seconda volta come venditore ambulante di spazzole. Quando tenta di entrare nella casa di mattoni dal camino, finisce nella pentola di acqua bollente e scappa via bruciacchiato. Ad Ezechiele, in questo cortometraggio gli viene dedicata la famosa canzone Who's Afraid of the Big Bad Wolf?, cantata da Timmy e Tommy quando annunciano che non hanno paura di lui e lo vogliono picchiare, ma in realtà ne hanno paura.   
Ezechiele fa la sua seconda apparizione in Cappuccetto Rosso (1934), in cui prova a mangiare invece Cappuccetto rosso e sua nonna, Jimmy, mentre il lupo cerca di sfondare la porta dell'armadio, gli mette dei pop-corn e una massa di fuoco dal camino nei pantaloni, facendolo scappare via dolorante, mentre i pop-corn gli escono fuori. Nel corto, Ezechiele si traveste rispettivamente da fata dei boschi e poi da nonna.
In I tre lupetti (1936), Ezechiele capisce che non può catturare i porcellini da solo e insegna dunque ai suoi tre figlioli le parti più buoni di un maiale. Cattura Timmy e Tommy, mentre si finge pastorella, e i tre lupetti pecorine. Jimmy, con il suo ammansitore per lupi, riesce a sconfiggere un'altra volta il lupo, facendolo volare via con un cannone, seguito dai figli.
In Jimmy porcellino inventore (1939), travestitosi da sirenetta, cattura Timmy e Tommy, e li porta a casa sua, ordinando ai suoi figli di non mangiare i due finché non sarà tornato con Jimmy (cosa che i tre non fanno). Il lupo si reca ad ingannare Jimmy, travestendosi da postino, portandogli un falso messaggio in cui i suoi fratelli gli chiedono aiuto. Jimmy, lo interroga però, con la sua macchina della verità, facendogli subire punizioni di ogni genere, finché il lupo non si arrende e dice la verità. Jimmy lo manda allora via, con un fuoco d'artificio. 

## Altri media
In seguito al successo del cortometraggio, Ezechiele Lupo è diventato un personaggio ricorrente e iconico della Disney.
- Ezechiele Lupo è apparso in diversi fumetti:                                                                                                                                           
  - Compare per la prima volta nel 1936 nel periodico Sinfonie allegre, che adatta anche alcune storie dei cortometraggi classici, sempre in compagnia dei suoi figlioletti cattivi.
  - Appare anche nel periodico I tre porcellini.
  - In Walt Disney's Comics and Stories, viene specificato finalmente il suo vero nome, inoltre venne creato un nuovo personaggio: Lupetto, un lupetto simile a lui, ma buono e gentile, amico dei porcellini, che cerca inutilmente di portare il padre sulla retta via. Ezechiele si allea spesso con Compare Orso, mentre le sue vittime più frequenti sono Fratel Coniglietto o Cip & Ciop.
  - Nuove storie di Ezechiele e Lupetto vengono prodotte soprattutto nei Paesi Bassi, dove il personaggio appare regolarmente sulle testate Disney locali.
- Nel cortometraggio del 1941 The Thrifty Pig, cortometraggio di propaganda della Seconda guerra mondiale, Ezechiele appare con  la svastica nazista sul braccio. Non riesce a distruggere la casa di mattoni, essendo fatti dal "Certificato di Risparmio di Guerra", alla fine viene scacciato da Jimmy che glieli lancia contro[1]
- Ezechiele Lupo compare come un suonatore di strada insieme ai Tre Porcellini all'inizio di Canto di Natale di Topolino. Nel cortometraggio appaiono anche i suoi tre figlioli al negozio di giocattoli.
- Nella serie animata Le nuove avventure di Winnie the Pooh, nel episodio " I tre porcellini", Tappo lo interpreta ed ha addosso il suo costume.

- In House of Mouse - Il Topoclub, Ezechiele Lupo compare spesso, nel secondo episodio, fa un numero in cui parodizza Big Bad Voodoo Daddy. Nello special di Halloween è visto fare parte della conga e attivare i cortometraggi soffiando sul video registratore.
- In Il meraviglioso mondo di Topolino, compare nell'episodio "Il grande lupo buono". Dopo che Topolino lo vede di nuovo dare la caccia ai porcellini, si convince ad aiutarlo a diventare una brava persona, Ezechiele lo inganna, cercando di compiacerlo, ma nel frattempo mangia molti personaggi nella città. Invita poi Topolino a cena, dove tenta di mangiar anche lui, ma Topolino con del pepe, lo fa starnutire, facendolo volare via e liberando tutti gli altri.
- Ezechiele Lupo compie delle apparizioni minori in alcuni videogiochi Disney [2] e parlando di altri media: Nel regno della felicità, Partita di polo, Il campione, Bonkers - Gatto combinaguai, Chi ha incastrato Roger Rabbit, Raw Toonage, Mickey Mouse Works e Once Upon a Studio.

## Controversie
Per la sequenza in cui Ezechiele, nel primo cortometraggio de I tre porcellini, si traveste da venditore ebreo di spazzole porta a porta, l'associazione Hays chiese di eliminare gli aspetti stereotipici contenuti nell'accento yiddish e nel camuffamento. La prima modifica fu effettuata nel settembre 1947, a firma del regista Jack Hannah, mantenendo i dialoghi originali. Più tardi anche il sonoro venne modificato, dove la battuta del lupo "I'm giving a free sample" divenne "I'm working my way through college" (il venditore diventa così uno studente universitario che in questo modo si mantiene gli studi). Le distribuzioni per l'home video contengono diverse versioni: in videocassetta e laserdisc l'animazione è quella originale, ma con il dialogo modificato; il DVD americano della serie Walt Disney Treasures, così come la versione pubblicata su Disney+, contiene animazione e dialogo nella versione ritoccata; l'edizione europea dei Walt Disney Treasures ha invece il cortometraggio così come appariva in VHS e LD americani. La traccia audio originale in lingua inglese del 1933 è reperibile in una compilation su CD di canzoni Disney dove era contenuta per probabile errore.